# Ordovic sớm
Thế Ordovic sớm hay thống Ordovic hạ là thống địa tầng dưới cùng trong địa tầng học của kỷ Ordovic trên Trái Đất. Thống này kéo dài từ khoảng 488,3±1,7 tới 471,8±1,6 triệu năm trước (Ma). Thời gian diễn ra của thế Ordovic sớm là ngay sau tầng chưa đặt tên ("Tầng 10") của thống Phù Dung thuộc kỷ Cambri và ngay trước tầng Đại Bình của thế Ordovic giữa cùng một kỷ.

## Phân chia
Hiện tại, vào năm 2008, thống Ordovic hạ được ICS chia thành 2 tầng từ trẻ nhất tới cổ nhất như sau:
- Thống Ordovic hạ
  - Tầng Flo
  - Tầng Tremadoc

## Tên gọi và GSSP
Các GSSP đã xác định trong thống Ordovic sớm là:
- Tầng Flo: Trong phẫu diện của đá phiến sét Tøyen, ở độ sâu 2,1m phía trên đỉnh kỷ Cambri trong mỏ đá Diabasbrottet, 5 km tây bắc làng Flo, Västergötland, miền nam Thụy Điển, tọa độ 58°21′32,2″B 12°30′8,6″Đ / 58,35°B 12,5°Đ.
- Tầng Tremadoc: Trong tầng 23 ở mức 101,8 m, Green Point, miền tây Newfoundland, Canada, tọa độ 49°40′58,5″B 57°57′55,09″T / 49,66667°B 57,95°T.

## Định nghĩa
Giới hạn dưới của tầng Tremadoc (cũng là giới hạn dưới của thống) là sự xuất hiện lần đầu tiên của động vật răng nón có danh pháp Iapetognathus fluctivagus. Giới hạn trên của tầng Flo với tầng Đại Bình là trước khi có sự xuất hiện lần đầu tiên của động vật răng nón với danh pháp Baltoniodus triangularis.

## Sự sống
Thống này đánh dấu sự đa dạng lớn sự sống trong lòng đại dương, diễn ra sau sự kiện tuyệt chủng cuối kỷ Cambri.
Nhiều dạng sinh vật mới đã xuất hiệnn cạnh bọ ba thùy (lớp Trilobita); trong đó có san hô vách đáy (bộ Tabulata); động vật chân mang trong các bộ Strophomenida, Rhynchonellida và nhiều loài mới của bộ Orthida; động vật hình rêu (ngành Bryozoa), bút thạch (lớp Graptolithina) phù du và động vật răng nón (lớp Conodonta), cũng như nhiều dạng động vật thân mềm (Mollusca) và động vật da gai (ngành Echinodermata), bao gồm cả đuôi rắn (lớp Ophiuroidea) và những dạng sao biển (lớp Asteroidea) đầu tiên. Tuy nhiên, bọ ba thùy vẫn là phổ biến, với tất cả các bộ từ Hậu Cambri vẫn tiếp tục sinh tồn, và gia nhập thêm là một nhóm mới, gọi là bộ Phacopida.
Những dạng thực vật đầu tiên trên đất liền có lẽ là thực vật không mạch nhỏ xíu, trông tương tự như rêu tản (ngành Marchantiophyta) ngày nay, xuất hiện vào khoảng 474 Ma.
Mặc dù huệ biển (lớp Crinoidea) đã xuất hiện sớm hơn trong kỷ Cambri nhưng chúng chỉ trở thành thông thường trong thống này.